# Copa de Brasil 2014
La Copa de Brasil 2014 fue la 26ª edición de este torneo de fútbol de Brasil. En esta competición, participan 87 equipos, de ellos los 6 representantes brasileños en la Copa Libertadores, 71 clasificados por los campeonatos estaduales y 10 por la clasificación nacional de la Confederación Brasileña de Fútbol.
El campeón de la Copa de Brasil obtuvo un cupo para jugar la Copa Libertadores 2015. Los siete equipos mejor clasificados entre los eliminados antes de Octavos, disputarán la Copa Sudamericana 2014.

## Equipos participantes
| Estado              | Equipo                                                    | Vía de clasificación |
| ------------------- | --------------------------------------------------------- | --- |
| Acre                | Plácido de Castro Rio Branco                              | Campeón del Campeonato Estatal 2013 Subcampeón del Campeonato Estatal 2013 |
| Alagoas             | CRB Sportivo Alagoano Santa Rita                          | Campeón del Campeonato Estatal 2013 Subcampeón del Campeonato Estatal 2013 Campeón de la Primera fase del Campeonato Estatal 2013                                              |
| Amapá               | Santos (Macapá)                                           | Campeón del Campeonato Estatal 2013 |
| Amazonas            | Princesa do Solimões Nacional (Amazonas)                  | Campeón del Campeonato Estatal 2013 Subcampeón del Campeonato Estatal 2013 |
| Bahía               | Vitória Juazeiro Bahía de Feira                           | Campeón del Campeonato Estatal 2013 Campeón de la Primera fase del Estatal 2013 Campeón Copa Gobernador del Estado de Bahía 2013                                               |
| Ceará               | Ceará Horizonte Barbalha                                  | Campeón del Campeonato Estatal 2013 Subcampeón del Campeonato Estatal 2013 Campeón Copa Fares Lopes 2013                                                                       |
| Distrito Federal    | Brasiliense Brasília                                      | Campeón Metropolitano 2013 Subcampeón Metropolitano 2013 |
| Espírito Santo      | Deportiva Ferroviária Real Noroeste                       | Campeón del Campeonato Estatal 2013 Campeón Copa Espirito Santo 2013 |
| Goiás               | Goiás Atlético Goianiense Goianésia                       | Campeón del Campeonato Estatal 2013 Subcampeón del Campeonato Estatal 2013 3° puesto del Campeonato Estatal 2013                                                               |
| Maranhão            | Maranhão Sampaio Corrêa                                   | Campeón del Campeonato Estatal 2013 Campeón Copa União 2013 |
| Mato Grosso         | Cuiabá Mixto Rondonópolis                                 | Campeón del Campeonato Estatal 2013 Subcampeón del Campeonato Estatal 2013 Campeón Copa del Gobernador de Mato Grosso 2013                                                     |
| Mato Grosso do Sul  | Naviraiense CENE                                          | Campeón del Campeonato Estatal 2013 Subcampeón del Campeonato Estatal 2013 |
| Minas Gerais        | Tombense Villa Nova Tupi Caldense                         | 3° puesto Campeonato Estatal 2013 4° puesto Campeonato Estatal 2013 5° puesto Campeonato Estatal 2013 6° puesto Campeonato Estatal 2013                                        |
| Pará                | Paysandu Paragominas Remo                                 | Campeón del Campeonato Estatal 2013 Subcampeón del Campeonato Estatal 2013 3° puesto del Campeonato Estatal 2013                                                               |
| Paraíba             | Botafogo (Paraíba) Treze                                  | Campeón del Campeonato Estatal 2013 Subcampeón del Campeonato Estatal 2013 |
| Paraná              | Coritiba Londrina Paraná J.Malucelli                      | Campeón del Campeonato Estatal 2013 3° puesto del Campeonato Estatal 2013 4° puesto del Campeonato Estatal 2013 5° puesto del Campeonato Estatal 2013                          |
| Pernambuco          | Santa Cruz Sport Recife Náutico                           | Campeón del Campeonato Estatal 2013 Subcampeón del Campeonato Estatal 2013 3° puesto del Campeonato Estatal 2013                                                               |
| Piauí               | Parnahyba Flamengo (Piauí)                                | Campeón del Campeonato Estatal 2013 Copa de Piauí 2013 |
| Río de Janeiro      | Fluminense Vasco da Gama Resende Boavista Duque de Caxias | Subcampeón del Campeonato Estatal 2013 4° puesto del Campeonato Estatal 2013 5° puesto del Campeonato Estatal 2013 6° puesto del Campeonato Estatal 2013 Campeón Copa Río 2013 |
| Rio Grande do Norte | Potiguar de Mossoró América de Natal ABC                  | Campeón del Campeonato Estatal 2013 Subcampeón del Campeonato Estatal 2013 3° puesto del Campeonato Estatal 2013                                                               |
| Rio Grande do Sul   | Internacional Lajeadense São Luiz de Ijuí Novo Hamburgo   | Campeón del Campeonato Estatal 2013 Subcampeón del Campeonato Estatal 2013 3° puesto del Campeonato Estatal 2013 Subcampeón Copa FGF 2013                                      |
| Rondônia            | Vilhena                                                   | Campeón del Campeonato Estatal 2013 |
| Roraima             | Náutico (Roraima)                                         | Campeón del Campeonato Estatal 2013 |
| Santa Catarina      | Criciúma Chapecoense Joinville                            | Campeón del Campeonato Estatal 2013 Subcampeón del Campeonato Estatal 2013 Campeón Copa Santa Catarina 2013                                                                    |
| Sao Paulo           | Corinthians Santos São Paulo Portuguesa São Bernardo      | Campeón del Campeonato Estatal 2013 Subcampeón del Campeonato Estatal 2013 3° puesto del Campeonato Estatal 2013 Campeón Serie A2 Estatal 2013 Campeón Copa Paulista 2013      |
| Sergipe             | Sergipe Lagarto                                           | Campeón del Campeonato Estatal 2013 Campeón Copa del Gobierno del Estado de Sergipe 2013                                                                                       |
| Tocantins           | Interporto                                                | Campeón del Campeonato Estatal 2013 |

### Clasificación
Además de los 71 equipos clasificados representantes de cada Estado se suman los 10 mejores equipos clasificados en el ranking de la CBF.
| Pos. | Equipo          | Estado         |
| ---- | --------------- | -------------- |
| 11º  | Palmeiras       | São Paulo      |
| 17º  | Bahia           | Bahía          |
| 18º  | Ponte Preta     | São Paulo      |
| 23º  | Avaí            | Santa Catarina |
| 25º  | Figueirense     | Santa Catarina |
| 28.º | América Mineiro | Minas Gerais   |
| 30.º | Guarani         | São Paulo      |
| 31.º | Arapiraquense   | Alagoas        |
| 33º  | Grêmio Barueri  | São Paulo      |
| 34º  | Bragantino      | São Paulo      |

### Clasificados directamente a octavos de final
| Estado             | Equipo              | Forma de clasificación                   |
| ------------------ | ------------------- | ---------------------------------------- |
| Minas Gerais       | Atlético Mineiro    | Campeón de la Copa Libertadores 2013     |
| Minas Gerais       | Cruzeiro            | Campeón del Campeonato Brasileño 2013    |
| Río de Janeiro     | Flamengo            | Campeón Copa de Brasil 2013              |
| Río de Janeiro     | Botafogo            | 4° puesto del Campeonato Brasileño 2013  |
| Río Grande del Sur | Grêmio              | Subcampeón del Campeonato Brasileño 2013 |
| Paraná             | Atlético Paranaense | 3° puesto del Campeonato Brasileño 2013  |

## Fase Preliminar
Esta fase fue jugada del 19 al 26 de febrero
| Local ida  | Resultado Global | Local vuelta  | Ida | Vuelta |
| ---------- | ---------------- | ------------- | --- | ------ |
| Rio Branco | 2–1              | Real Noroeste | 1–1 | 1–0    |

## Primera Fase
La Primera Fase se disputó del 12 de marzo al 7 de mayo.
| Local ida           | Resultado Global | Local vuelta          | Ida | Vuelta       |
| ------------------- | ---------------- | --------------------- | --- | ------------ |
| Corinthians         | 2–0              | Bahía de Feira        | 2–0 | Susp.        |
| Nacional (Amazonas) | 4–3              | São Luiz de Ijuí      | 2–2 | 2–1          |
| Bahía               | 3–1              | Villa Nova            | 1–1 | 2–0          |
| América Mineiro     | 3–0              | Santos (Amapá)        | 3–0 | Susp.        |
| Goiás               | 0–2              | Botafogo (Paraíba)    | 0–2 | 0–0          |
| Santa Cruz          | 4–1              | Lagarto               | 1–0 | 3–1          |
| Potiguar de Mossoró | 2–2 (v.)         | Portuguesa            | 0–1 | 2–1          |
| Guarani             | 1–2              | Santa Rita            | 0–0 | 1–2          |
| São Paulo           | 4–0              | Sportivo Alagoano     | 1–0 | 3–0          |
| CRB                 | 4–2              | Rondonópolis          | 2–2 | 2–0          |
| Figueirense         | 3–1              | Plácido de Castro     | 0–0 | 3–1          |
| Bragantino          | 1–0              | Lajeadense            | 0–0 | 1–0          |
| Coritiba            | 4–2              | CENE                  | 2–2 | 2–0          |
| Duque de Caxias     | 2–4              | Caldense              | 0–2 | 2–2          |
| Sport Recife        | 3–1              | Brasília              | 3–1 | Susp.        |
| Paysandu            | 4–3              | Maranhão              | 2–2 | 2–1          |
| Internacional       | 6–1              | Remo                  | 6–1 | Susp.        |
| Cuiabá              | 2–0              | Barbalha              | 0–0 | 2–0          |
| Ceará               | 5–1              | Parnahyba             | 1–0 | 4–1          |
| Chapecoense         | 2–0              | Rio Branco            | 2–0 | Susp.        |
| Vasco da Gama       | 1–0              | Resende               | 0–0 | 1–0          |
| Treze               | 3–2              | Tombense              | 1–1 | 2–1          |
| Ponte Preta         | 6–1              | Náutico (Roraima)     | 6–1 | Susp.        |
| Paraná              | 4–2              | São Bernardo          | 1–1 | 3–1          |
| Vitória             | 2–2 (p.)         | J.Malucelli           | 1–1 | 1–1 (3-5 p.) |
| Joinville           | 2–3              | Novo Hamburgo         | 0–1 | 2–2          |
| Atlético Goianiense | 3–2              | Flamengo (Piauí)      | 1–0 | 2–2          |
| ABC                 | 4–2              | Deportiva Ferroviária | 0–1 | 4–1          |
| Santos              | 3–0              | Mixto                 | 0–0 | 3–0          |
| Brasiliense         | 5–5 (v.)         | Princesa do Solimões  | 1–3 | 4–2          |
| Criciúma            | 2–3              | Londrina              | 0–2 | 2–1          |
| Goianésia           | 2–2 (v.)         | Grêmio Barueri        | 2–2 | 0–0          |
| Palmeiras           | 3–0              | Vilhena               | 1–0 | 2–0          |
| Sampaio Corrêa      | 5–3              | Interporto            | 2–2 | 3–1          |
| Avaí                | 4–1              | Naviraiense           | 4–1 | Susp.        |
| Arapiraquense       | 4–0              | Paragominas           | 4–0 | Susp.        |
| Fluminense          | 6–3              | Horizonte             | 1–3 | 5–0          |
| Tupi                | 2–0              | Juazeiro              | 2–0 | Susp.        |
| Náutico             | 1–1 (p.)         | Sergipe               | 0–1 | 1–0 (3-1 p.) |
| América de Natal    | 4–1              | Boavista              | 2–1 | 2–0          |

## Segunda Fase
La Segunda Fase se disputó del 22 de abril al 24 de julio
| Local ida           | Resultado Global | Local vuelta         | Ida | Vuelta       |
| ------------------- | ---------------- | -------------------- | --- | ------------ |
| Corinthians         | 3–0              | Nacional (Amazonas)  | 3–0 | Susp.        |
| Bahía               | 2–1              | América Mineiro      | 0–0 | 2–1          |
| Santa Cruz          | 3–2              | Botafogo (Paraíba)   | 1–1 | 2–1          |
| Potiguar de Mossoró | 2–7              | Santa Rita           | 0–2 | 2–5          |
| São Paulo           | 4–2              | C. R. Brasil         | 1–2 | 3–0          |
| Figueirense         | 3–3 (p.)         | Bragantino           | 1–2 | 2–1 (3-4 p.) |
| Coritiba            | 2–0              | Caldense             | 2–0 | Susp.        |
| Paysandu            | 4–4 (v.)         | Sport Recife         | 1–2 | 3–2          |
| Internacional       | 5–2              | Cuiabá               | 1–1 | 4–1          |
| Ceará               | 3–2              | Chapecoense          | 2–1 | 1–1          |
| Vasco da Gama       | 3–2              | Treze                | 2–1 | 1–1          |
| Ponte Preta         | 2–2 (p.)         | Paraná               | 1–1 | 1–1 (8-7 p.) |
| J.Malucelli         | 0–3              | Novo Hamburgo        | 0–1 | 0–2          |
| Atlético Goianiense | 2–3              | ABC                  | 1–1 | 1–2          |
| Santos              | 6–3              | Princesa do Solimões | 2–1 | 4–2          |
| Londrina            | 3–3 (v.)         | Grêmio Barueri       | 0–0 | 3–3          |
| Palmeiras           | 4–2              | Sampaio Corrêa       | 1–2 | 3–0          |
| Arapiraquense       | 4–4 (v.)         | Avaí                 | 2–3 | 2–1          |
| Fluminense          | 3–0              | Tupi                 | 3–0 | Susp.        |
| Náutico             | 2–3              | América de Natal     | 0–3 | 2–0          |

## Tercera Fase
La Tercera Fase se disputó del 23 de julio al 14 de agosto.
| Local ida        | Resultado Global | Local vuelta  | Ida | Vuelta |
| ---------------- | ---------------- | ------------- | --- | ------ |
| Corinthians      | 3–1              | Bahía         | 3–0 | 0–1    |
| Santa Rita       | 4–3              | Santa Cruz    | 3–2 | 1–1    |
| Bragantino       | 4–3              | São Paulo     | 1–2 | 3–1    |
| Coritiba         | 3–2              | Paysandu      | 2–0 | 1–2    |
| Internacional    | 2–5              | Ceará         | 1–2 | 1–3    |
| Ponte Preta      | 1–4              | Vasco da Gama | 0–2 | 1–2    |
| ABC              | 1–2              | Novo Hamburgo | 1–0 | 0–2    |
| Londrina         | 2–3              | Santos        | 2–1 | 0–2    |
| Avaí             | 0–3              | Palmeiras     | 0–2 | 0–1    |
| América de Natal | 5–5 (v.)         | Fluminense    | 0–3 | 5–2    |

### Clasificación para la Copa Sudamericana
Los siete equipos mejor ubicados en el Ranking entre los eliminados antes de octavos de final, más el campeón de la Copa do Nordeste 2014, disputarán la Copa Sudamericana 2014.
| Posición | Equipo        | Campaña                  |
| -------- | ------------- | ------------------------ |
| 1        | Vitória       | Eliminado (Primera fase) |
| 2        | Goiás         | Eliminado (Primera fase) |
| 3        | Santos        | Octavos de final         |
| 4        | São Paulo     | Eliminado (Tercera fase) |
| 5        | Corinthians   | Octavos de final         |
| 6        | Coritiba      | Octavos de final         |
| 7        | Bahia         | Eliminado (Tercera fase) |
| 8        | Internacional | Eliminado (Tercera fase) |
| 9        | Criciúma      | Eliminado (Primera fase) |
| 10       | Fluminense    | Eliminado (Tercera fase) |
| 11       | Palmeiras     | Octavos de final         |
| 12       | Chapecoense   | Eliminado (Segunda fase) |
| 13       | Sport Recife  | Eliminado (Segunda fase) |
| 14       | Figueirense   | Eliminado (Segunda fase) |
| 15       | Portuguesa    | Eliminado (Primera fase) |
| 16       | Vasco da Gama | Octavos de final         |
| 17       | Ponte Preta   | Eliminado (Tercera fase) |
| 18       | Náutico       | Eliminado (Segunda fase) |

| Leyenda | Leyenda        |
| ------- | -------------- |
|         | Clasificado    |
|         | No clasificado |

- Sport Recife garantizó el octavo lugar brasilero en la Copa Sudamericana de 2014 por ser el campeón de la Copa do Nordeste 2014. Sport Recife perdería el lugar, solo si fuese hasta las octavas de final de la Copa do Brasil, por ende no podrá participar de las dos competiciones al mismo tiempo. Sport Recife será "Brasil 8" en la Copa Sudamericana, solo si queda atrás de los 7 primeiros eliminados hasta la tercera fase de la Copa do Brasil y consecuentemente siendo su número en la tabla definida por su colocación entre los equipos clasificados a la Copa Sudamericana. Ejemplo: Sport Recife fue el sexto mejor equipo eliminado hasta la tercera fase de la Copa do Brasil, por ende será "Brasil 6" en la tabla.

## Fase Final
|  | Octavos de final                | Octavos de final                | Octavos de final                |                  |   | Cuartos de final   | Cuartos de final   | Cuartos de final   |  |  | Semifinales                     | Semifinales                     | Semifinales                     |  |  | Final                 | Final                 | Final                 |
|  | 26 de agosto al 4 de septiembre | 26 de agosto al 4 de septiembre | 26 de agosto al 4 de septiembre |                  |   | 1 al 16 de octubre | 1 al 16 de octubre | 1 al 16 de octubre |  |  | 29 de octubre al 5 de noviembre | 29 de octubre al 5 de noviembre | 29 de octubre al 5 de noviembre |  |  | 12 al 26 de noviembre | 12 al 26 de noviembre | 12 al 26 de noviembre |
|  |                                 |                                 |                                 |                  |   |                    |                    |                    |  |  |                                 |                                 |                                 |  |  |                       |                       |                       |
|  |                                 |                                 |                                 |                  |   |                    |                    |                    |  |  |                                 |                                 |                                 |  |  |                       |                       |                       |
|  |                                 |                                 |                                 |                  |   |                    |                    |                    |  |  |                                 |                                 |                                 |  |  |                       |                       |                       |
|  | Santos                          | 2                               | -                               |                  |   |                    |                    |                    |  |  |                                 |                                 |                                 |  |  |                       |                       |                       |
|  | Santos                          | 2                               | -                               |                  |   |                    |                    |                    |  |  |                                 |                                 |                                 |  |  |                       |                       |                       |
|  | Grêmio                          | 0                               | -                               |                  |   |                    |                    |                    |  |  |                                 |                                 |                                 |  |  |                       |                       |                       |
|  | Grêmio                          | 0                               | -                               | Santos           | 3 | 5                  |                    |                    |  |  |                                 |                                 |                                 |  |  |                       |                       |                       |
|  |                                 |                                 |                                 |                  | 3 | 5                  |                    |                    |  |  |                                 |                                 |                                 |  |  |                       |                       |                       |
|  |                                 | Botafogo                        | 2                               | 0                |   |                    |                    |                    |  |  |                                 |                                 |                                 |  |  |                       |                       |                       |
|  | Ceará                           | Botafogo                        | 2                               | 0                | 2 | 3                  |                    |                    |  |  |                                 |                                 |                                 |  |  |                       |                       |                       |
|  | Ceará                           |                                 |                                 |                  | 2 | 3                  |                    |                    |  |  |                                 |                                 |                                 |  |  |                       |                       |                       |
|  | Botafogo (v.)                   | 1                               | 4                               |                  |   |                    |                    |                    |  |  |                                 |                                 |                                 |  |  |                       |                       |                       |
|  | Botafogo (v.)                   | 1                               | 4                               | Santos           | 0 | 3                  |                    |                    |  |  |                                 |                                 |                                 |  |  |                       |                       |                       |
|  |                                 |                                 |                                 |                  | 0 | 3                  |                    |                    |  |  |                                 |                                 |                                 |  |  |                       |                       |                       |
|  |                                 | Cruzeiro                        | 1                               | 3                |   |                    |                    |                    |  |  |                                 |                                 |                                 |  |  |                       |                       |                       |
|  | ABC                             | Cruzeiro                        | 1                               | 3                | 1 | 2                  |                    |                    |  |  |                                 |                                 |                                 |  |  |                       |                       |                       |
|  | ABC                             |                                 |                                 |                  | 1 | 2                  |                    |                    |  |  |                                 |                                 |                                 |  |  |                       |                       |                       |
|  | Vasco da Gama                   | 1                               | 1                               |                  |   |                    |                    |                    |  |  |                                 |                                 |                                 |  |  |                       |                       |                       |
|  | Vasco da Gama                   | 1                               | 1                               | ABC              | 0 | 3                  |                    |                    |  |  |                                 |                                 |                                 |  |  |                       |                       |                       |
|  |                                 |                                 |                                 |                  | 0 | 3                  |                    |                    |  |  |                                 |                                 |                                 |  |  |                       |                       |                       |
|  |                                 | Cruzeiro (v.)                   | 1                               | 2                |   |                    |                    |                    |  |  |                                 |                                 |                                 |  |  |                       |                       |                       |
|  | Santa Rita                      | Cruzeiro (v.)                   | 1                               | 2                | 0 | 1                  |                    |                    |  |  |                                 |                                 |                                 |  |  |                       |                       |                       |
|  | Santa Rita                      |                                 |                                 |                  | 0 | 1                  |                    |                    |  |  |                                 |                                 |                                 |  |  |                       |                       |                       |
|  | Cruzeiro                        | 5                               | 2                               |                  |   |                    |                    |                    |  |  |                                 |                                 |                                 |  |  |                       |                       |                       |
|  | Cruzeiro                        | 5                               | 2                               | Cruzeiro         | 0 | 0                  |                    |                    |  |  |                                 |                                 |                                 |  |  |                       |                       |                       |
|  |                                 |                                 |                                 |                  | 0 | 0                  |                    |                    |  |  |                                 |                                 |                                 |  |  |                       |                       |                       |
|  |                                 | Atlético Mineiro                | 2                               | 1                |   |                    |                    |                    |  |  |                                 |                                 |                                 |  |  |                       |                       |                       |
|  | Atlético Mineiro                | Atlético Mineiro                | 2                               | 1                | 1 | 2                  |                    |                    |  |  |                                 |                                 |                                 |  |  |                       |                       |                       |
|  | Atlético Mineiro                |                                 |                                 |                  | 1 | 2                  |                    |                    |  |  |                                 |                                 |                                 |  |  |                       |                       |                       |
|  | Palmeiras                       | 0                               | 0                               |                  |   |                    |                    |                    |  |  |                                 |                                 |                                 |  |  |                       |                       |                       |
|  | Palmeiras                       | 0                               | 0                               | Atlético Mineiro | 0 | 4                  |                    |                    |  |  |                                 |                                 |                                 |  |  |                       |                       |                       |
|  |                                 |                                 |                                 |                  | 0 | 4                  |                    |                    |  |  |                                 |                                 |                                 |  |  |                       |                       |                       |
|  |                                 | Corinthians                     | 2                               | 1                |   |                    |                    |                    |  |  |                                 |                                 |                                 |  |  |                       |                       |                       |
|  | Corinthians                     | Corinthians                     | 2                               | 1                | 0 | 3                  |                    |                    |  |  |                                 |                                 |                                 |  |  |                       |                       |                       |
|  | Corinthians                     |                                 |                                 |                  | 0 | 3                  |                    |                    |  |  |                                 |                                 |                                 |  |  |                       |                       |                       |
|  | Bragantino                      | 1                               | 1                               |                  |   |                    |                    |                    |  |  |                                 |                                 |                                 |  |  |                       |                       |                       |
|  | Bragantino                      | 1                               | 1                               | Atlético Mineiro | 0 | 4                  |                    |                    |  |  |                                 |                                 |                                 |  |  |                       |                       |                       |
|  |                                 |                                 |                                 |                  | 0 | 4                  |                    |                    |  |  |                                 |                                 |                                 |  |  |                       |                       |                       |
|  |                                 | Flamengo                        | 2                               | 1                |   |                    |                    |                    |  |  |                                 |                                 |                                 |  |  |                       |                       |                       |
|  | Flamengo (p.)                   | Flamengo                        | 2                               | 1                | 0 | 3 (3)              |                    |                    |  |  |                                 |                                 |                                 |  |  |                       |                       |                       |
|  | Flamengo (p.)                   |                                 |                                 |                  | 0 | 3 (3)              |                    |                    |  |  |                                 |                                 |                                 |  |  |                       |                       |                       |
|  | Coritiba                        | 3                               | 0 (2)                           |                  |   |                    |                    |                    |  |  |                                 |                                 |                                 |  |  |                       |                       |                       |
|  | Coritiba                        | 3                               | 0 (2)                           | Flamengo         | 1 | 1                  |                    |                    |  |  |                                 |                                 |                                 |  |  |                       |                       |                       |
|  |                                 |                                 |                                 |                  | 1 | 1                  |                    |                    |  |  |                                 |                                 |                                 |  |  |                       |                       |                       |
|  |                                 | América de Natal                | 0                               | 0                |   |                    |                    |                    |  |  |                                 |                                 |                                 |  |  |                       |                       |                       |
|  | Atlético Paranaense             | América de Natal                | 0                               | 0                | 0 | 2                  |                    |                    |  |  |                                 |                                 |                                 |  |  |                       |                       |                       |
|  | Atlético Paranaense             |                                 |                                 |                  | 0 | 2                  |                    |                    |  |  |                                 |                                 |                                 |  |  |                       |                       |                       |
|  | América de Natal                | 3                               | 0                               |                  |   |                    |                    |                    |  |  |                                 |                                 |                                 |  |  |                       |                       |                       |

- Nota: En cada llave, el equipo ubicado en la primera línea es el que ejerce la localía en el partido de vuelta.

### Octavos de final
| 28 de agosto de 2014, 20:00 | Grêmio | 0:2 (0:2) | Santos                       | Arena do Grêmio, Porto Alegre |  |
|                             |        | Reporte   | David Braz 37' · Robinho 45' |                               |  |

| 27 de agosto de 2014, 22:00 | Botafogo    | 1:2 (0:2) | Ceará                             | Estadio Maracaná, Río de Janeiro |  |
|                             | Edílson 78' | Reporte   | Eduardo Teixeira 15' · Bill 45+2' |                                  |  |

| 3 de septiembre de 2014, 22:00 | Ceará                                 | 3:4 (2:2) | Botafogo                                                            | Arena Castelão, Fortaleza |  |
|                                | Bill 20' 75' · Magno Alves 26' (pen.) | Reporte   | Edílson 14' · Yuri Mamute 45+1' · Ramírez 90+4' · André Bahia 90+5' |                           |  |

| 26 de agosto de 2014, 19:30 | Vasco da Gama | 1:1 (1:1) | ABC           | Estadio São Januário, Río de Janeiro |  |
|                             | Kléber 21'    | Reporte   | João Paulo 2' |                                      |  |

| 2 de septiembre de 2014, 19:30 | ABC                     | 2:1 (1:0) | Vasco da Gama      | Arena das Dunas, Natal |  |
|                                | Madson 12' · Marlon 49' | Reporte   | Maxi Rodríguez 58' |                        |  |

| 27 de agosto de 2014, 19:30 | Cruzeiro                                                              | 5:0 (3:0) | Santa Rita | Estadio Mineirão, Belo Horizonte |  |
|                             | Marcelo Martins 7' 54' · Dedé 17' · Júlio Baptista 34' · Henrique 86' | Reporte   |            |                                  |  |

| 3 de septiembre de 2014, 19:30 | Santa Rita    | 1:2 (1:0) | Cruzeiro                                        | Estadio Coaracy Fonseca, Arapiraca |  |
|                                | Cristiano 44' | Reporte   | Júlio Baptista 70' (pen.) · Marcelo Martins 72' |                                    |  |

| 27 de agosto de 2014, 22:00 | Palmeiras | 0:1 (0:0) | Atlético Mineiro | Estadio Pacaembu, São Paulo |  |
|                             |           | Reporte   | Luan 70'         |                             |  |

| 4 de septiembre de 2014, 21:50 | Atlético Mineiro        | 2:0 (2:0) | Palmeiras | Estadio Independência, Belo Horizonte |  |
|                                | Jemerson 12' · Luan 16' | Reporte   |           |                                       |  |

| 27 de agosto de 2014, 22:00 | Bragantino | 1:0 (0:0) | Corinthians | Arena Pantanal, Cuiabá |  |
|                             | Sandro 55' | Reporte   |             |                        |  |

| 3 de septiembre de 2014, 22:00 | Corinthians                               | 3:1 (3:0) | Bragantino           | Arena Corinthians, São Paulo |  |
|                                | Renato Augusto 3' · Ralf 15' · Felipe 19' | Reporte   | Guilherme Mattis 89' |                              |  |

| 27 de agosto de 2014, 22:00 | Coritiba                                                           | 3:0 (0:0) | Flamengo | Estadio Couto Pereira, Curitiba |  |
|                             | Leandro Almeida 60' · Luiz Antônio 73' (a.g.) · Zé Love 89' (pen.) | Reporte   |          |                                 |  |

| 3 de septiembre de 2014, 22:00 | Flamengo                                                          | 3:0 (1:0) (3:2 p.)         | Coritiba                                                                   | Estadio Maracanã, Río de Janeiro |  |
|                                | Alecsandro 45+3' 56' (pen.) · Eduardo 80'                         | Reporte                    |                                                                            |                                  |  |
|                                |                                                                   | Tiros desde el punto penal |                                                                            |                                  |  |
|                                | Alecsandro · Chicão · João Paulo · Eduardo · Léo Moura · Canteros |                            | Zé Love · Hélder · Robinho · Leandro Almeida · Dudu Figueiredo · Carlinhos |                                  |  |

| 27 de agosto de 2014, 19:30 | América de Natal                                            | 3:0 (2:0) | Atlético Paranaense | Arena das Dunas, Natal |  |
|                             | Rodrigo Pimpão 39' · Max 45+2' (pen.) · Thiago Cristian 80' | Reporte   |                     |                        |  |

| 3 de septiembre de 2014, 19:30 | Atlético Paranaense            | 2:0 (1:0) | América de Natal | Arena da Baixada, Curitiba |  |
|                                | Deivid 7' · Marcelo Cirino 88' | Reporte   |                  |                            |  |

### Cuartos de final
| 1 de octubre de 2014, 19:30 | Botafogo                   | 2:3 (1:3) | Santos                         | Estadio Maracaná, Río de Janeiro |  |
|                             | Gabriel 25' · Zeballos 56' | Reporte   | Robinho 24' 28' · Geuvânio 42' |                                  |  |

| 16 de octubre de 2014, 21:30 | Santos                                                                 | 5:0 (3:0) | Botafogo | Estadio Pacaembu, São Paulo |  |
|                              | Gabriel Barbosa 5' · David Braz 9' 62' · Lucas Lima 37' · Geuvânio 68' | Reporte   |          |                             |  |

| 1 de octubre de 2014, 19:30 | Cruzeiro | 1:0 (0:0) | ABC | Estadio Mineirão, Belo Horizonte |  |
|                             | Léo 78'  | Reporte   |     |                                  |  |

| 15 de octubre de 2014, 22:00 | ABC                                               | 3:2 (0:2) | Cruzeiro                   | Arena das Dunas, Natal |  |
|                              | Rodrigo Silva 59' · Xuxa 65' (pen.) · Alvinho 85' | Reporte   | Willian 30' · Henrique 41' |                        |  |

| 1 de octubre de 2014, 22:00 | Corinthians                | 2:0 (1:0) | Atlético Mineiro | Arena Corinthians, São Paulo |  |
|                             | Guerrero 24' · Luciano 81' | Reporte   |                  |                              |  |

| 15 de octubre de 2014, 22:00 | Atlético Mineiro                            | 4:1 (2:1) | Corinthians | Estadio Mineirão, Belo Horizonte |  |
|                              | Luan 23' · Guilherme 31' 74' · Edcarlos 86' | Reporte   | Guerrero 4' |                                  |  |

| 1 de octubre de 2014, 22:00 | América de Natal | 0:1 (0:0) | Flamengo    | Arena das Dunas, Natal |  |
|                             |                  | Reporte   | Gabriel 46' |                        |  |

| 15 de octubre de 2014, 22:00 | Flamengo    | 1:0 (0:0) | América de Natal | Estadio Maracaná, Río de Janeiro |  |
|                              | Gabriel 63' | Reporte   |                  |                                  |  |

### Semifinales
| 29 de octubre de 2014, 22:00 | Cruzeiro    | 1:0 (1:0) | Santos | Estadio Mineirão, Belo Horizonte |  |
|                              | Willian 10' | Reporte   |        |                                  |  |

| 5 de noviembre de 2014, 22:00 | Santos                                                | 3:3 (2:1) | Cruzeiro                               | Estadio Vila Belmiro, Santos |  |
|                               | Robinho 1' · Gabriel Barbosa 45+2' (pen.) · Rildo 58' | Reporte   | Marcelo Martins 7' · Willian 80' 90+4' |                              |  |

| 29 de octubre de 2014, 22:00 | Flamengo                        | 2:0 (0:0) | Atlético Mineiro | Estadio Maracaná, Río de Janeiro |  |
|                              | Cáceres 61' · Chicão 78' (pen.) | Reporte   |                  |                                  |  |

| 5 de noviembre de 2014, 22:00 | Atlético Mineiro                                   | 4:1 (1:1) | Flamengo    | Estadio Mineirão, Belo Horizonte |  |
|                               | Carlos 41' · Maicosuel 57' · Dátolo 81' · Luan 84' | Reporte   | Éverton 34' |                                  |  |

### Final
| 12 de noviembre de 2014, 22:00 (UTC-2) | Atlético Mineiro     | 2:0 (1:0) | Cruzeiro | Estadio Independencia, Belo Horizonte                                |                                                                      |
|                                        | Luan 8' · Dátolo 58' | Reporte   |          | Asistencia: 18 578 espectadores Árbitro(s): Marcelo de Lima Henrique | Asistencia: 18 578 espectadores Árbitro(s): Marcelo de Lima Henrique |

| 26 de noviembre de 2014, 22:00 (UTC-2) | Cruzeiro | 0:1 (0:1) | Atlético Mineiro     | Estadio Mineirão, Belo Horizonte                                    |                                                                     |
|                                        |          | Reporte   | Diego Tardelli 45+2' | Asistencia: 39 786 espectadores Árbitro(s): Luiz Flávio de Oliveira | Asistencia: 39 786 espectadores Árbitro(s): Luiz Flávio de Oliveira |

|                                      |
| Bandera del estado de Minas Gerais   |
| Campeón Atlético Mineiro 1.er título |